# Вернер II фон Ахалм
Вернер II фон Ахалм (на немски: Werner II. von Achalm; * ок. 1048/1049; † 14 ноември 1077) е епископ на Страсбург (1065 – 1077) по времето на Борбата за инвеститура.

## Живот
Син е на граф Рудолф I фон Ахалм († ок. 1050) и Аделхайд фон Мьомпелгард-Вюлфлинген († сл. 1052), дъщеря на граф Лютолд фон Мьомпелгард, сестра на архиепископ Хунфрид от Равена († 1051), и внучка на херцог Конрад I от Швабия. Братята му Куно фон Ахалм-Вюлфлинген († 16 октомври 1092) и Лютолд фон Ахалм († 18 август 1098), стават графове на Ахалм и Вюлфлинген и заедно подаряват манастир Цвифалтен. Сестра му Беатрикс фон Ахалм става абатиса на манастир Ешау. Сестра му Вилебирг фон Ахалм († сл. 1053) се омъжва за граф Вернер III фон Маден († 1065). Сестра му Мехтхилд фон Ахалм-Хорбург († 30 септември 1092/1094) се омъжва за граф Куно I фон Лехсгемюнд († 1092/094) и е майка на Буркхард фон Лехсгемюнд, който става епископ на Утрехт (1100 – 1112). Племенник е на Егино I († ок. 1050), граф на Ахалм и Урах, който построява ок. 1040 г. замък Ахалм (до Ройтлинген)
Крал Хайнрих IV поставя през 1065 г. Вернер фон Ахалм за епископ на Страсбург, въпреки че е на 16 години. Той се застъпва за краля и е против папата, за което е обвинен в симония. Папа Александър II му взема всичките епископски правомощия. Вернер отива на поклонение в Рим и папа Григорий VII му прощава. На 15 август 1071 г. Вернер фон Ахалм присъства на Синода в Майнц.
Вернер придружава Хайнрих IV през 1077 г. до Каноса. Той пада от кон на 14 ноември 1077 г. и умира на поход срещу манастир Хирзау, без да се е сдобрил с папата. Погребан е до олтара в катедралата на Страсбург.

## Галерия
- Гербът на графовете фон Ахалм
- Замъкът Ахалм
- Манастир Цвифалтен (1826)